# Liste der Stolpersteine in Dietzenbach
In der Liste der Stolpersteine in Dietzenbach werden die vorhandenen Gedenksteine aufgeführt, die im Rahmen des Projektes Stolpersteine des Künstlers Gunter Demnig in Dietzenbach verlegt worden sind.

## Stolpersteine
| Adresse | Name                                                | Inschrift | Verlegedatum     | Bild | Anmerkung |
| --- | --------------------------------------------------- | --- | ---------------- | ---- | --- |
| Bahnhofstr. 71 (Standort) | Wohnhaus der Familie Hermann und Emma Wolf          | |                  |      | Im Wohnhaus der Familie Wolf befand sich auch der Gebetsraum der jüdischen Gemeinde Dietzenbach. Teile der Familie sind am 13. Juli 1938 nach Frankfurt verzogen und von dort aus 1941 über Kuba in die USA emigriert. Einige Familienmitglieder hatten jedoch bereits vorher Dietzenbach verlassen und Zuflucht in anderen Ländern gesucht. |
| Bahnhofstr. 71 (Standort) | Hermann Wolf                                        | Hier wohnte Hermann Wolf Jg. 1875 unfreiwillig verzogen 1937 Frankfurt Fluchtversuch 1941 USA Tot auf Kuba    | 17. Februar 2014 |      | *12. März 1872 in Dietzenbach - † 25. November 1941 in Havanna. Der Begriff Fluchtversuch ist falsch, da die Flucht der Familie geglückt ist. Jedoch verstarb Hermann Wolf auf der Flucht am 25. November 1941 in Havanna aufgrund einer Typhus-Erkrankung, die er sich während der Überfahrt zugezogen hatte. Am 1. August 2023 wurde in Dietzenbach eine Straße nach Hermann Wolf benannt, der Hermann-Wolf-Weg. |
| Bahnhofstr. 71 (Standort) | Emma Wolf                                           | Hier wohnte Emma Wolf geb. Moses Jg. 1883 unfreiwillig verzogen 1937 Frankfurt Flucht 1941 USA überlebt       | 17. Februar 2014 |      | * 3. April 1883 in Eppertshausen - † 8. Januar 1970 in New York. Emma Wolf war zusammen mit ihrem Mann und ihrer Tochter Bertha (siehe unten) auf dem Weg in die USA. Wegen der Erkrankung und dem anschließenden Tod ihres Mannes unterbrach sie zusammen mit ihrer Tochter die Reise in Havanna. Dadurch lief ihr Visum für die USA ab, dessen Wiederbeschaffung aufgrund der zwischenzeitliche Kriegserklärung der USA gegenüber Deutschland sehr schwierig war. Gesundheitlich schwer angeschlagen, erreichte sie im November 1941 dennoch New York. Dort lebte sie dann im Haushalt ihrer Tochter Bertha. |
| Bahnhofstr. 71 (Standort) | Julius Wolf                                         | Hier wohnte Julius Wolf Jg. 1909 unfreiwillig verzogen 1937 Frankfurt Flucht 1941 USA überlebt                | 17. Februar 2014 |      | *17. August 1909 in Dietzenbach - † 3. April 1987 in New York. Julius Wolf flüchtete im Juni 1938 nach Holland und von hier aus weiter in die USA, wo er am 10. September 1938 ankam. |
| Bahnhofstr. 71 (Standort) | Klemi Wolf                                          | Hier wohnte Klemi Wolf Jg. 1911 unfreiwillig verzogen 1937 Frankfurt Flucht 1941 USA überlebt                 | 17. Februar 2014 |      | * 30. November 1910 in Dietzenbach - † 29. Juni 1991 wahrscheinlich in New York. Clementine Wolf, Rufname Klemi, war Schneiderin und arbeitete ab 1933 in Hamburg. 1934 kehrte sie vorübergehend zu ihren Eltern nach Dietzenbach zurück und bereitete sich von hier aus auf eine Ausreise nach Palästina vor. Am 24. Oktober 1934 reiste sie nach Italien ab und erreichte im August 1935 von hier aus Pakästina. Im März 1937 heiratete sie dort Eric Rothschild. Im Jahre 1947 wanderte die Familie nach New York aus. |
| Bahnhofstr. 71 (Standort) | Irene Wolf                                          | Hier wohnte Irene Wolf Jg. 1913 Flucht 1936 Palästina überlebt                                                | 17. Februar 2014 |      | *22. Dezember 1911 in Dietzenbach - † 4. November 1994 in Köln. Irene Wolf emigrierte am 27. April 1934 in die Schweiz, wo sie auf ein Einreisezertifikat nach Palästina wartete. Am 18. Mai 1936 verließ sie die Schweiz und reiste über Triest nach Haifa, wo sie am 25. Mai 1936 ankam. Am 26. Mai 1939 heiratete sie in Tel Aviv den Kaufmann Yona Notea. Der verließ 1951 Israel und zog nach Köln. Seine Frau stellte parallel dazu für sich und ihre beiden Kinder einen Wiedereinbürgerungsantrag für die Bundesrepublik Deutschland, dem am 13. September 1952 durch den Regierungspräsidenten in Köln stattgegeben wurde. Am 29. Oktober 1952 reisten die drei zurück nach Deutschland. |
| Bahnhofstr. 71 (Standort) | Alfred Wolf                                         | Hier wohnte Alfred Wolf Jg. 1918 unfreiwillig verzogen 1937 Frankfurt Flucht 1941 USA überlebt                | 17. Februar 2014 |      | *25. Januar 1918 in Dietzenbach - † 27. April 1999 in den USA (vermutlich in New York). Der gelernte Bäcker musste im Mai 1938 seine Arbeit in Frankfurt aufgeben und konnte danach noch im gleichen Jahr aufgrund eines verwandtschaftlichen Affidavits in die USA einreisen. Ab 1941 konnte er dort wieder als Bäcker arbeiten und heiraten. |
| Bahnhofstr. 71 (Standort) | Ria Wolf                                            | Hier wohnte Ria Wolf Jg. 1920 unfreiwillig verzogen 1937 Frankfurt Flucht 1941 USA überlebt                   | 17. Februar 2014 |      | *26. März 1920 in Dietzenbach - † zwischen Dezember 1953 und Januar 1954 vermutlich in New York. Ria Wolfs (eigentlich Marie Wolf) Biografie ist nur lückenhaft dokumentiert. Im Mai 1939 wohnte sie vermutlich noch bei ihren Eltern in Frankfurt und gelangte danach möglicherweise mit einem Kindertransport nach England. Ein Neffe von ihr, ein Sohn von Irene Notea bezweugte, dass seine Schwester zu einem ihm unbekannten Zeitpunkt von England nach New York weitergereist sei. Hier ist sie bei der Geburt ihres dritten Kindes gestorben. |
| Bahnhofstr. 71 (Standort) | Bertha Wolf                                         | Hier wohnte Bertha Wolf Jg. 1921 unfreiwillig verzogen 1937 Frankfurt Flucht 1941 USA überlebt                | 17. Februar 2014 |      | *4. Oktober 1921 in Dietzenbach - † 1998 in New York. Bertha Wolf wollte ursprünglich auch nach Palästina ausreisen, was aber nicht möglich war. Sie erhielt dann 1941 zusammen mit ihren Eltern die Ausreisegenehmigungen, die sie zum Transit über Frankreich, Spanien und Portugal berechtigte. Am 9. September 1941 verließen die drei Lissabon und reisten nach New York ab. Wegen der Erkrankung und des Todes des Vaters musste die Reise in Havanna unterbrochen werden, von wo aus sie zuerst einmal alleine in die USA weiterreiste. 1945 heiratete sie in New York den sechs Jahre älteren Günther Schloss. |
| Schmidtstr. 12 (Standort) | Wohnhaus der Familie Max und Rosa Merkel            | |                  |      | Das Ehepaar Max und Rosa Merkel musste 1938 Dietzenbach verlassen und zog erst nach Frankfurt. Von hier aus emigrierten sie im selben Jahr noch in die USA, wohin bereits ihre Tochter Klara geflüchtet war. Max und Rosa Merkel hatten am 24. Juni 1909 in Altwiedermus geheiratet waren danach nach Dietzenbach gezogen, dem Geburtsort von Max Merkel. Rosa Merkel, geborene Adler, war die Schwester von Johanna Wolf (siehe unten). |
| Schmidtstr. 12 (Standort) | Max Merkel                                          | Hier wohnte Max Merkel Jg. 1881 vertrieben 1938 Flucht – USA                                                  | 24. Februar 2006 |      | *11. Dezember 1881 in Dietzenbach - † 1950 in New York |
| Schmidtstr. 12 (Standort) | Rosa Merkel                                         | Hier wohnte Rosa Merkel geb. Adler Jg. 1883 vertrieben 1938 Flucht – USA                                      | 24. Februar 2006 |      | *9. April 1883 in Altwiedermus - † 11. Dezember 1977 in New York |
| Schmidtstr. 12 (Standort) | Klara Merkel                                        | Hier wohnte Klara Merkel Jg. 1910 vertrieben 1937 Flucht – USA                                                | 24. Februar 2006 |      | *26. Juni 1910 - † vermutlich in den späten 1970er Jahren in New York. Klara Merkel, die Mitte der 1930er Jahre Max Strauss geheiratet hatte, floh im August 1937 zusammen mit ihrem Ehemann in die Schweiz und nannte sich von nun an Claire. 1938 konnte das Ehepaar in die USA übersiedeln, wohin dann auch im September 1938 Klaras Eltern folgten. |
| Babenhäuser Str. 29 (Standort) | Elisabethe Ebert                                    | Hier wohnte Elisabethe Ebert Jg. 1882 ermordet 20. Oktober 1941 Heilanstalt Weilmünster                       | 24. Februar 2006 |      | *28. August 1882 - † 20. Oktober 1941 in der Heilanstalt Weilmünster Elisabeth Ebert lebte unverheiratet in ihrem Elternhaus und arbeitete jahrelang als Vorarbeiterin in einer Offenbacher Seifenfabrik. Aus welchen Gründen sie 1941 in die damalige Landesheilanstalt Weilmünster eingeliefert wurde, ist nicht bekannt. Dass sie dort keines natürlichen Todes gestorben ist, sondern ermordet wurde, kann als sicher gelten. |
| Bahnhofstr. 13 (Standort) (Die Stolper-steine befinden sich gegenüber dem ehemaligen Wohn haus der Eheleute Wolf unterhalb des rechten Schaufensters der Buchhandlung.)                       | Wohnhaus der Familie Max und Johanna Wolf           | |                  |      | Max Wolf und seine Frau Johanna, geborene Adler, haben am 8. Januar 1908 in Altwiedermus geheiratet und sind danach nach Dietzenbach gezogen. Die Wurzeln von Max Wolfs Familie lassen sich hier bis in das Jahr 1766 zurückverfolgen. Johanna Adler war die Schwester von Rosa Merkel (siehe oben). Max Wolf betrieb in Dietzenbach eine Vieh- und Futtermittelhandlung. Er und seine Frau zählten vor 1933 zu den wohlhabendsten Bürgern Dietzenbachs. Unter der nationalsozialistischen Herrschaft mussten sie nicht nur die Zerstörung ihres Gewerbes erdulden, sondern auch die schamlose Bereicherung Dietzenbacher Bürger auf ihre Kosten. |
| Bahnhofstr. 13 (Standort) (Die Stolper-steine befinden sich gegenüber dem ehemaligen Wohn haus der Eheleute Wolf unterhalb des rechten Schaufensters der Buchhandlung.)                       | Johanna Wolf                                        | Hier wohnte Johanna Wolf geb. Adler Jg. 1882 unfreiwillig verzogen 1937 Frankfurt Flucht 1939 USA überlebt    | 17. Februar 2014 |      | *11. Februar 1882 in Altwiedermus - † 8. Oktober 1977 in New York Johanna Wolf arbeitete im Geschäft ihres Mannes mit. Nach dessen Zerschlagung zog das Ehepaar im Mai 1938 nach Frankfurt. 1939 betrieb die Familie ihre Ausreise. Diese erfolgte im Oktober 1939 und führte zunächst nach Rotterdam und anschließend in die USA. |
| Bahnhofstr. 13 (Standort) (Die Stolper-steine befinden sich gegenüber dem ehemaligen Wohn haus der Eheleute Wolf unterhalb des rechten Schaufensters der Buchhandlung.)                       | Max Wolf                                            | Hier wohnte Max Wolf Jg. 1879 unfreiwillig verzogen 1937 Frankfurt Flucht 1939 USA überlebt                   | 17. Februar 2014 |      | *21. Februar 1879 in Dietzenbach - † 21. Juli 1956 in Binghamton (New York) Zusätzlich zu seiner wirtschaftlichen Drangsalierung musste er es auch noch hinnehmen, dass er in der Reichspogromnacht in Frankfurt verhaftet und ins KZ Buchenwald verschleppt wurde. Er überlebte und konnte Ende Dezember 1938 nach Frankfurt zurückkehren. Nachdem er später mit seiner Frau in die USA ausreisen konnte, konnte er dort jedoch aufgrund seines Alters und der fehlenden Sprachkenntnisse keinen Beruf mehr ausüben. Er war weitgehend auf die Unterstützung durch seine Tochter Irma angewiesen. |
| Bahnhofstr. 13 (Standort) (Die Stolper-steine befinden sich gegenüber dem ehemaligen Wohn haus der Eheleute Wolf unterhalb des rechten Schaufensters der Buchhandlung.)                       | Irma Wolf                                           | Hier wohnte Irma Wolf Jg. 1909 unfreiwillig verzogen 1937 Frankfurt Flucht 1939 USA überlebt                  | 17. Februar 2014 |      | *1. September 1909 in Dietzenbach - † 18. August 2000 in New York Nach dem Besuch der Volksschule in Dietzenbach und der Mädchenschule in Offenbach besuchte sie von 1926 bis 1929 das Philanthropin (Frankfurt am Main). Ab 1. April 1929 arbeitete sie dort im Kinderhort, dessen Leiterin sie am 1. Juni 1935 wurde. Zum 31. Januar 1937 beendete sie ihre Tätigkeit dort, weil sie die Angst vor und den Druck durch die Geheime Staatspolizei nicht mehr aushielt. Heimlich betrieb sie ihre Ausreise und reiste am 7. Mai 1937 nach Brüssel, wo ihr vom US-Konsulat ein Visum für die Einreise in die USA erteilt wurde. Am 30. Juni 1937 kam sie in New York an. Irma Wolf lernte Anfang 1940 Gerhard Lowy kennen, den sie bald darauf heiratete. Er war Besitzer eines Grundstücks in Windsor (Staat New York), auf dem das Ehepaar Summer Camps zu organisieren begann. Das „Summer Camp Lowy“ existiert heute noch. Am 19. August 2000 erschien in der The New York Times eine Todesanzeige mit dem folgenden Wortlaut: „Irma Lowy, Bewohnerin von New York City, starb nach einer langen Krankheit zu Hause in ihrem 90. Lebensjahr. Sie wird Überlebt von ihrer Tochter Ruth Lacey, ihrem Sohn Frank Lowy, und ihren drei Enkeln Alexander, Evan und Andrew. Camp-Direktorin seit über 20 Jahren, erinnern sich an sie ihre Camper liebvoll an sie als Tante Iwo. Sie war eine nette und großzügige Frau, die von allen, die sie gekannt haben, vermisst wird. Spenden können an ihre Lieblings-Wohltätigkeitsorganisa-tionen gemacht werden: The Fresh Air Fund oder God's Love We Deliver. Irma Lowy, war für jene von uns, die das Glück hatten, im Farm Camp Lowy gewesen zu sein, liebevoll die ‚Tante Iwo‘. Sie wird uns immer so kostbar sein wie unsere Erinnerungen an Jugend und Sommer. Nessa und Elisabeth.“ |
| Schäfereck 1 (Standort) Das heutige Sträßchen „Schäfereck“ ist auf alten Dietzenbacher Karten als Judeneck eingezeichnet. Diese Bezeichnung war noch lange nach dem Zweiten Weltkrieg üblich. | Wohnhaus der Familie David und Berta May            | |                  |      | Jettchen Wolf (geborene Goldschmidt) ist die Mutter von Bertha May. Ihr Mann David, geboren am 24. Oktober 1856 in Dietzenbach, war hier bereits am 14. Mai 1928 verstorben. Das gemeinsame Wohnhaus befand sich im Schäfereck 5, wenige Meter von den jetzigen Stolpersteinen entfernt. |
| Schäfereck 1 (Standort) Das heutige Sträßchen „Schäfereck“ ist auf alten Dietzenbacher Karten als Judeneck eingezeichnet. Diese Bezeichnung war noch lange nach dem Zweiten Weltkrieg üblich. | David May                                           | Hier wohnte David May Jg. 1876 vertrieben 1937 deportiert 1942 Theresienstadt überlebt                        | 24. Februar 2006 |      | *21. März 1876 in Büdingen - † 3. Oktober 1959 in New York David May, Fruchthändler, und Bertha Wolf haben am 31. August 1910 in Dietzenbach geheiratet. Das kinderlose Ehepaar wohnte zunächst in Büdingen, zog aber im Sommer 1935 nach Dietzenbach zu Berthas Mutter, da sie aus Büdingen flüchten mussten. Nach dem Tod der Schwiegermutter zog das Ehepaar May noch im Jahr 1937 nach Offenbach. In der Nacht vom 15. auf den 16. November 1938 wurde David May in Offenbach verhaftet und ins KZ Dachau gebracht – wahrscheinlich im Rahmen einer Aktion in der Folge der Reichspogromnacht. Nach seiner Freilassung am 15. Dezember 1938 kehrte er nach Offenbach zurück. 1939 zog das Ehepaar nach Frankfurt. Am 15. September 1942 wurden David und Bertha May ins KZ Theresienstadt verschleppt, wo sie mehr als 28 Monate verbrachten, bevor sie am 7. Februar 1945 befreit und in die Schweiz gebracht wurden. Vermutlich gelangten sie Anfang Juli 1946 von der Schweiz nach Neapel, von wo aus sie eingeschifft wurden. Am 16. Juli 1946 kamen sie in New York an. Von Ende 1946 bis Ende 1955 arbeitete er als Wurstausträger für eine New Yorker Firma. |
| Schäfereck 1 (Standort) Das heutige Sträßchen „Schäfereck“ ist auf alten Dietzenbacher Karten als Judeneck eingezeichnet. Diese Bezeichnung war noch lange nach dem Zweiten Weltkrieg üblich. | Berta May                                           | Hier wohnte Berta May geb. Wolf Jg. 1877 vertrieben 1937 deportiert 1942 Theresienstadt überlebt              | 24. Februar 2006 |      | *28. April 1877 in Dietzenbach † 13. August 1960 in New York Zu Bertha May gibt es keine weiteren Details über die hinaus, die schon zuvor über ihren Mann berichtet wurden. Beide haben sich nach dem Krieg um Wiedergutmachungen bemüht – mit absurdem Aufwand, verursacht durch die deutschen Behörden, und mit eher beschämenden Ergebnissen. Die Verfahren wurden von den Erben teils noch über den Tod der Mays hinaus betrieben. Die letzte Ablehnung betraf die Übernahme der Auswanderungskosten 1946. Weil, wie es das Bundesentschädigungsgesetz verlangt, nicht zwischen dem 30. Januar 1933 und dem 8. Mai 1945 ausgewandert seien, sondern erst nach ihrer Befreiung aus dem KZ Theresienstadt im Jahre 1946, bestehe für eine Entschädigung keine Rechtsgrundlage. |
| Schäfereck 1 (Standort) Das heutige Sträßchen „Schäfereck“ ist auf alten Dietzenbacher Karten als Judeneck eingezeichnet. Diese Bezeichnung war noch lange nach dem Zweiten Weltkrieg üblich. | Jettchen Wolf                                       | Hier wohnte Jettchen Wolf geb. Goldschmidt Jg. 1875 vertrieben 1937 tot 1937                                  | 24. Februar 2006 |      | *24. Oktober 1856 in Dietzenbach - † 4. Oktober 1937 in Dietzenbach Jettchen Wolf hat zweifellos noch die antisemitischen Ausschrei-tungen in Dietzenbach miterlebt. Ihr Tod hat sie davor bewahrt, aus ihrem Heimatort vertrieben zu werden. |
| Darmstädter Str. 43 (Standort) | Wohnhaus der Familie Josef und Johannette Ostermann | |                  |      | Bei den drei Personen, für die vor dem Haus Darmstädter Str. 43 Stolpersteine verlegt sind, handelt es sich um das Ehepaar Josef und Johanette Ostermann sowie um Johanette Ostermanns Mutter, Johannette (Hannchen) Wolf. Josef Ostermann war von Beruf Becker. Wann genau er und Johannette geheiratet haben (wohl vor dem Ersten Weltkrieg), ist unbekannt. Das Ehepaar blieb kinderlos. |
| Darmstädter Str. 43 (Standort) | Josef Ostermann                                     | Hier wohnte Josef Ostermann Jg. 1887 vertrieben 1938 Haft 1938 KZ Dachau deportiert Richtung Osten ?          | 24. Februar 2006 |      | *8. April 1887 in Sobernheim (Rheinhessen) – wahrscheinlich im Mai oder Juni 1942 von Frankfurt aus in den Osten (nach Sobibor) deportiert und ermordet. Zuvor schon hatte er kein leichtes Leben, er lebte recht ärmlich und musste sich Misshandlungen durch örtliche NSDAP-Mitglieder gefallen lassen. Er und seine Frau waren die letzten in Dietzenbach lebenden Juden. Am 15. September 1938 verzogen auch die Ostermanns nach Frankfurt, Dietzenbach war, wie von den Nazis gewünscht, endlich Judenfrei. Der Grundbesitz in Dietzenbach, das Wohnhaus in der Darmstädter Str. 43, wurde nahezu total enteignet. Im November 1938 gehörte vermutlich auch Josef Ostermann zu den Aktionsjuden, die vorübergehend ins KZ Dachau verbracht, aber Anfang 1939 wieder freigelassen worden waren. Wann und wie die Eheleute Ostermann dann tatsächlich deportiert wurden, ließ sich vom Jüdischen Museum Frankfurt nur anhand ähnlich gelagerter Fälle rekonstruieren. |
| Darmstädter Str. 43 (Standort) | Johannette Ostermann                                | Hier wohnte Johannette Ostermann geb. Wolf Jg. 1878 vertrieben 1938 deportiert Richtung Osten ?               | 24. Februar 2006 |      | *14. Februar 1887 in Dietzenbach – wahrscheinlich im Mai oder Juni 1942 von Frankfurt aus in den Osten (nach Sobibor) deportiert und ermordet. |
| Darmstädter Str. 43 (Standort) | Johannette Wolf                                     | Hier wohnte Johannette Wolf geb. Finterwald Jg. 1856 verstorben                                               | 24. Februar 2006 |      | *21. Dezember 1853 in Oberzell (Sinntal) - † 16. Januar 1939 durch Freitod in Frankfurt aus dem Leben geschieden. Sie gehört wahrscheinlich zu den mehr als 700 Frankfurter Jüdinnen und Juden, die nach der Reichspogromnacht Selbstmord begangen haben. Johannette Finsterwald hatte am 4. September 1874 in Wächtersbach Wolf (Benjamin) Wolf aus Dietzenbach geheiratet. 1915 wurde sie Witwe. |
| Darmstädter Str. 57 (Standort) | Martin Werwatzt                                     | Hier wohnte Martin Werwatz Jg. 1908 ermordet 16. Oktober 1942 Heilanstalt Eichberg                            | 24. Februar 2006 |      | *31. Dezember 1908 in Dietzenbach - † 16. Oktober 1942 in der Heilanstalt Eichberg Martin Werwatz befand sich vom 23. bis 25. Juli 1928 in der Nervenklinik des Universitäts-krankenhauses in Frankfurt, von wo er „als ungeheilt“ entlassen worden war. Nach einem erneuten Aufenthalt im Mai 1942 in der Frankfurter Nervenklinik wurde er am 16. Mai 1942 von dort in die Landesheilanstalt Eichberg ver- legt. Entlassungsgesuche der Eltern und Petitionen Dietzen-bacher Bürger blieben erfolglos. Ihm wurde „hochgradiger Schwachsinn und Epilepsie mit Neigung zu Gewalttätigkeiten“ zur Last gelegt. Am 16. Oktober 1942 ist Martin Werwatz angeblich an „Herzstillstand“ verstorben. Es gibt Hinweise, dass der Dietzen-bacher NS-Bürgermeister Heinrich Fickel für die Einweisung des Martin Werwatz in die Nervenklinik bzw. Heilanstalt verantwortlich war. |
| Platz der Republik 4 (Standort) | Philipp Wurm                                        | Hier wohnte Philipp Wurm Jg. 1912 Im Widerstand / KPD verhaftet Mai 1935 Zuchthaus Dieburg ermordet 29.5.1935 | 21. Oktober 2016 |      | *26. Juli 1912 - † 29. Mai 1935 im Zuchthaus Dieburg. Aufgrund von Zeugenaussagen kann seine Ermordung dort als sicher gelten. Philipp Wurm, der am 15. Februar 1935 die in Dudenhofen geborene Elisabethe Mahr geheiratet hatte, war Anhänger der KPD. Im Mai 1935 wurde er von SA-Männern in seinem Elternhaus verhaftet und nach Dieburg verbracht. |